# 히라타 도모야
히라타 도모야(일본어: 平田 智也, ひらた ともや, 1994년 2월 27일 일본 히로시마현 ~ )은 일본기원 소속 바둑 기사이다. 홍맑은샘 도장 1호 기사로 송광복 9단의 문하생이다.

## 생애 및 입상
- 1994년 2월 27일 일본 히로시마현 출생
- 2009년 9월 1일 입단
- 2011년 1월 1일 2단(二段) 승단
- 2012년 1월 1일 3단(三段) 승단
- 2013년 제10회 나가노 컵 U20 선수권(비공식전) 우승
- 2014년 3월 2일 25주년기념 바둑천리배(비공식전) 준우승
- 2015년 4단(四段) 승단, 10월 제41기 일본 명인전 리그 진출에 의해 7단(七段) 조기 승단
- 2019년 제14회 히로시마 알루미늄배 약리전 첫 우승(상대 무쓰우라 유타)